# Lao'aoba
Lao'aoba (kinesiska: 老凹坝, 老凹坝乡) är en socken i Kina. Den ligger i provinsen Guizhou, i den sydvästra delen av landet, omkring 110 kilometer väster om provinshuvudstaden Guiyang. Antalet invånare är 28595. Befolkningen består av 13 878 kvinnor och 14 717 män. Barn under 15 år utgör 32 %, vuxna 15-64 år 58 %, och äldre över 65 år 8,0 %.